# Zacatecas
Zacatecas /ime dolazi po Indijancima Zacateco/ jedna je od 31 saveznih država Meksika, smještena u središnjem dijelu zemlje. Država se prostire na 75.416 km², u njoj živi 1.380.633 stanovnika (2009), glavni grad je istoimeni Zacatecas.
Zacatecas je okružena saveznim državama Coahuila na sjeveru, Durango na sjeverozapadu, San Luis Potosí na istoku, na jugu Aguascalientes i Guanajuato, te na jugozapadu Jalisco i Nayarit. 
Savezna država Zacatecas poznata je po svojim bogatim zalihama srebra, kolonijalnoj arhitekturi i važnosti koje je imala tijekom meksičke revolucije 1810.g. 